# Roald Dahl
Pour les articles homonymes, voir Dahl.
 (novembre 2015).
Œuvres principales
- Charlie et la Chocolaterie
- James et la Grosse Pêche
- Le Bon Gros Géant
- Fantastique Maître Renard
- Sacrées Sorcières
- Matilda

Compléments
Patricia Neal (épouse) de 1953 à 1983

Roald Dahl, né le 13 septembre 1916 à Llandaff au pays de Galles et mort le 23 novembre 1990 à Oxford en Angleterre, est un écrivain britannique et scénariste, auteur de romans et de nouvelles qui s'adressent aussi bien aux enfants qu'aux adultes, mais mieux connu pour ses ouvrages de littérature d'enfance et de jeunesse.
Ses œuvres les plus célèbres sont Charlie et la Chocolaterie (Charlie and the Chocolate Factory, 1964), adapté plusieurs fois au cinéma, ainsi que des recueils de nouvelles : Bizarre ! Bizarre ! (Someone Like You, 1948), qui obtint le prix Edgar-Allan-Poe en 1954, et Kiss Kiss (1958), Matilda (1988)

## Biographie

### Enfance
Né au pays de Galles de parents norvégiens, armateurs à la grande pêche, Roald Dahl connaît une enfance et une jeunesse assez difficiles. En 1920, à l'âge de 3 ans, il perd sa sœur aînée et son père en quelques semaines. Sa mère reste au pays de Galles afin de faire bénéficier ses enfants des écoles britanniques que sa famille considère comme excellentes. Il fréquente ainsi l'école paroissiale de Llandaff au pays de Galles (qui lui fournira matière à l'une de ses nouvelles de souvenirs d'enfance dans le recueil Moi, Boy), l'internat du collège St Peter's School de Weston-Super-Mare, puis celui de la public school de Repton. Sa mère s'organise pour passer les grandes vacances en famille en Norvège, laissant à ses enfants une large autonomie dont ils profitent pour « robinsonner » en bateau dans les îlots et le long des fjords. Très grand, taillé en athlète, Dahl excelle dans divers sports : squash, gymnastique, rugby… et est aussi un photographe amateur de talent.

### Premiers emplois et début de la guerre en Afrique
Il s'engage dans une compagnie pétrolière à 17 ans et part en Tanzanie, en Afrique, à 20 ans, employé par la compagnie Shell. Pendant la Seconde Guerre mondiale, il s'engage d'abord dans l'armée qui lui confie une compagnie de tirailleurs indigènes (African Rifles), chargée d'arrêter et d'interner les colons allemands du Kenya et de Tanzanie qui ont formé un convoi motorisé et fuient vers la colonie portugaise du Mozambique. Il se rend ensuite à Nairobi, au Kenya, pour s'engager dans la Royal Air Force (RAF) et devenir pilote de chasse. Après quelques mois d'entraînement sur biplan Tiger Moth, il est affecté à l'escadrille 80.
Cette escadrille est équipée d'avions obsolètes, les biplans Gloster Gladiator (les monoplans modernes type Hurricane ou Spitfire étant alors réservés à la défense des îles britanniques ), et combat en Égypte contre des escadrilles italiennes équipées de biplans Fiat CR.42 Falco tout aussi démodés. Lors d'un vol pour rejoindre son escadrille, il échappe de peu à la mort. Suivant des instructions de vol erronées, il se retrouve à court d'essence à la nuit tombante. Contraint à un atterrissage forcé dans un no man's land rocailleux entre les troupes anglaises et celles de Rodolfo Graziani, son appareil capote à l'atterrissage et prend feu. Souffrant de brûlures graves, d'une fracture du crâne et devenu temporairement aveugle, il est traité pendant plusieurs mois à l'hôpital anglo-suisse d'Alexandrie (cf. nouvelle A Piece of Cake, un de ses premiers écrits).

### Guerre en Grèce et en Égypte
Rétabli, il est déclaré apte à voler, et lui est confié un Hurricane avec lequel il ne peut effectuer que quelques heures d'entraînement avant d'être convoyé vers son escadrille en Grèce où il combat héroïquement.
La situation en Grèce est alors totalement asymétrique. Venue au secours des armées mussoliniennes, la Luftwaffe aligne plusieurs centaines d'avions de chasse Messerschmitt 109 et de bombardiers Stuka contre quelques dizaines d'avions anglais et une aviation grecque équipée d'appareils totalement dépassés. L'escadrille 80, en infériorité numérique criante, se distingue durant la bataille d'Athènes, au cours de laquelle l'as Marmaduke Pattle est abattu.
Dahl évacue la Grèce avec les restes de son escadrille, ayant plusieurs victoires aériennes à son crédit.
De retour en Égypte en mai 1941, il prend part à la campagne de Syrie, combattant l'aviation française du régime de Vichy. Il abat un Potez 630 français et un Junkers Ju 88, participe à de nombreuses missions de mitraillage au sol des aérodromes vichystes. Il souffre de plus en plus de douleurs cérébrales et d'évanouissements lors des manœuvres rapides, une conséquence de son crash de septembre 1940. Les médecins militaires le déclarent inapte au combat aérien.

### Diplomatie et premiers récits
Envoyé en mission aux États-Unis, notamment pour convaincre les Américains d'intervenir dans le conflit, il fait la connaissance de l'écrivain américain C. S. Forester, qui le pousse à écrire, et de Ian Fleming, espion britannique qui deviendra l'auteur des James Bond. Il travaille à contrer l'influence du mouvement isolationniste America First et c'est à ce titre qu'il publie ses récits de guerre dans des magazines comme Harper's, Ladies Home Journal, Saturday Evening Post.
Il travaille pour le service de renseignements MI6, sous la houlette du maître espion William Stephenson, tenant en piètre estime le personnel diplomatique anglais. Il se déclare stupéfait du décalage entre les conditions du front et la vie aux États-Unis encore neutres : « J'arrivais d'un monde en guerre, où les hommes se faisaient tuer, j'avais volé d'atrocité en atrocité et je me retrouvais dans une cocktail-party américaine d'avant-guerre. »
Cette mission l'amène à user de ses charmes (il est grand, jeune, très sportif et très spirituel, comme l'attestent ses premières nouvelles) pour séduire des femmes d'influence dans la haute société américaine. Dans le cadre de ce « service commandé » il a une liaison avec Clare Boothe Luce, ancienne actrice, députée républicaine conservatrice au Congrès des États-Unis, épouse du très influent patron du groupe de presse magazine Time Life, Henry Luce, et amie personnelle de Soong May-ling, épouse (fort influente elle aussi) du général Tchang Kaï-chek, pion essentiel de la diplomatie américaine en Chine. Une récente biographie révèle qu'il se plaignit à son officier traitant des exigences physiques de la dame, à la limite de son endurance personnelle ; et se vit intimer l'injonction de continuer coûte que coûte.
Il commence à écrire des livres en 1942 et rencontre Walt Disney. Il envisage de créer avec ce dernier une fiction autour des légendaires gremlins, créatures auxquelles les pilotes de la Royal Air Force attribuent leurs problèmes mécaniques. En raison de la situation mondiale, Disney renonce à produire ce film qui aurait nécessité un tournage en Angleterre.
Le premier récit que Dahl publie est A Piece of Cake, qui décrit son accident d'avion en Libye. L'auteur écrit notamment des nouvelles pour adultes, à l'atmosphère souvent lourde, comme Kiss Kiss.

### Après la guerre
Certaines de ses nouvelles sont adaptées pour la télévision par Alfred Hitchcock. En 1953, il épouse l'actrice américaine Patricia Neal. Ils auront cinq enfants : Olivia, morte en 1962 à l'âge de sept ans d'une encéphalite, Chantal-Sophia (née en 1956), mère de l'auteure et mannequin Sophie Dahl, Théo, né en 1960, Ophélia, née en 1964, et Lucy Neal, née en 1965.
Le couple subit de dures épreuves : la mort de sa fille aînée conduira Roald Dahl à perdre la foi religieuse. Son fils Théo, dont la poussette a été renversée par un taxi new-yorkais, reste longtemps entre la vie et la mort, souffrant d'une hydrocéphalie traumatique.
En cette circonstance, Roald Dahl prend le taureau par les cornes : associé au neurochirurgien Kenneth Till et à l'ingénieur Stanley Wade, il fait mettre au point et breveter un dispositif médical destiné à relâcher la pression intracrânienne, la valve Wade-Dahl-Till (en) (ou valve WDT). Théo se rétablira avant la fin de la mise au point. Cette invention sera utilisée sur des milliers de patients. Les trois co-inventeurs refuseront de toucher des redevances.
Alors qu'elle est enceinte de leur cinquième enfant, Patricia Neal Dahl est frappée par un anévrisme cérébral aigu avec épisodes d'aphasie. Son mari prend en main sa rééducation, lui permettant ainsi de reprendre sa carrière d'actrice.
Le prix Edgar-Allan-Poe de la meilleure nouvelle lui est décerné deux fois : en 1954 pour Someone Like You (Bizarre ! Bizarre !), et en 1960 pour The Landlady.
Dahl obtient en 1983 le prix World Fantasy Grand Maître et le Whitbread du meilleur roman jeunesse pour The Witches (Sacrées Sorcières).
Après son divorce, prononcé en 1983, il épouse en secondes noces Felicity Crosland.
En 1989, au moment de l'affaire des Versets sataniques, il prend position contre Salman Rushdie, qu'il qualifie de « dangereux opportuniste ». Il déclare que Rushdie « devait indubitablement savoir quels sentiments profondément violents son livre susciterait auprès des musulmans. En d'autres termes, il savait exactement ce qu'il était en train de faire et ne pouvait plaider le contraire. Ce type de sensationnalisme place des livres sans grand intérêt au sommet de la pile des best-sellers, mais à mon avis c'est une manière de peu de valeur d'y parvenir ».

### Antisémitisme de Roald Dahl
En 1982, au moment de la guerre du Liban, Roald Dahl s'indigne de la façon dont l'État d'Israël intervient à Beyrouth, dans sa préface d'un portfolio d'images de guerre réalisé par Tony Clifton et Catherine Leroy et intitulé God Cried (Les Larmes de Dieu). Ses prises de position tranchées lui vaudront d'être accusé d'antisémitisme. Les amis juifs de Dahl ne lui en tiennent pas rigueur, estimant qu'il a réagi de façon émotionnelle[réf. nécessaire]. Un hommage est annulé par le Royal Mint pour le centenaire de sa naissance, en raison de ses multiples propos antisémites. Il a en effet déclaré en 1983 : « Il existe un trait dans le caractère juif qui provoque de l’animosité, c’est peut-être une sorte de manque de générosité envers les non-juifs. Je veux dire, il y a toujours une raison pour laquelle un anti-n'importe quoi surgit quelque part ; même une ordure comme Hitler ne s’en est pas pris à eux sans raison. » En 1990, il répond à l'Independent : « Je suis certainement anti-israélien et je suis devenu antisémite parce que les Juifs, dans un pays comme l'Angleterre, soutiennent fortement le sionisme. Je pense qu'ils devraient voir les deux côtés. C’est toujours la même chose : nous sommes tous au courant de ce que font les juifs, etc. Il n’y a pas d’éditeurs non-juifs, ils contrôlent les médias — ce qui est particulièrement intelligent —, c’est pourquoi le président des États-Unis doit vendre tout ce matériel à Israël… » La décision du Royal Mint est saluée par différents parlementaires et représentants de la communauté juive britannique. 
En décembre 2020, la famille de Roald Dahl formule des excuses pour les propos antisémites de l'écrivain,,.

### Mort et postérité

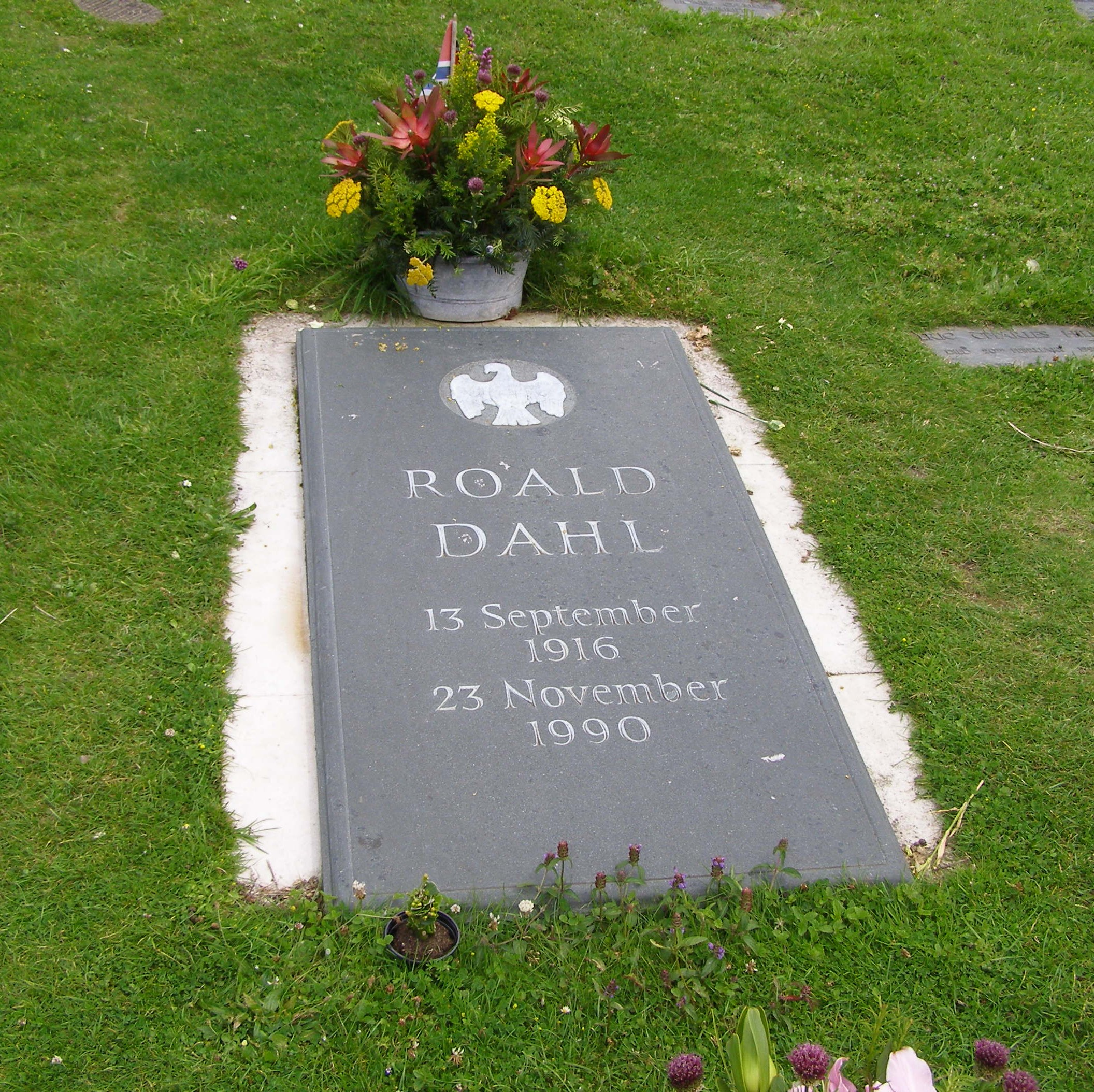
Tombe de Roald Dahl au cimetière de Great Missenden.

Il meurt d'une grave maladie sanguine le 23 novembre 1990 à Oxford et est enterré dans le cimetière de Great Missenden dans le Buckinghamshire, sa résidence campagnarde où il s'était établi depuis 1954.
Ses premières nouvelles (Dahl est plutôt un nouvelliste qu'un romancier) parfois osées, souvent narquoises, ont été publiées pour un public adulte dans des revues comme The New Yorker, Collier's Weekly, Ladies' Home Journal, Esquire, Harper's Magazine et Playboy.
Il a signé le scénario du cinquième film de James Bond, On ne vit que deux fois, sorti en 1967, et qui comporte d'impressionnantes séquences de combat aérien.
Ce sont pourtant ses textes destinés à un public jeune qui lui valent d'être reconnu. Il publie en 1943 son premier livre pour enfants : Les Gremlins, qui inspirera très fortement le cinéaste Joe Dante, quarante ans plus tard, pour son film Gremlins. Dans ses livres pour enfants, les héros sont souvent des enfants malheureux, qui prennent un jour leur revanche (parfois cruelle) sur leurs tortionnaires. L'effet est jubilatoire, et permet aussi au lecteur de relativiser ses propres problèmes.

#### Réécriture des textes et controverse
En 2023, la maison d'édition Puffin a entrepris, selon le Daily Telegraph, d'expurger les œuvres de Roald Dahl en en éliminant les mots et les expressions qui pourraient choquer les lecteurs des nouvelles générations. L'éditeur s’attaque notamment aux épithètes qualifiées de « discriminantes », qui « gêneraient les minorités sexuelles ou ethniques ». Le Daily Telegraph précise que les « rewriters » (personnes chargées de la réécriture) ajoutent parfois des passages de leur cru. La Roald Dahl Story Company, société qui représente les ayants droit de l'auteur, ne semble pas opposée à ces changements,.
Devant la levée de boucliers, la maison d'édition Puffin annonce le 24 février 2023 qu'elle conservera une édition dite « classique » de ces textes (The Roald Dahl Classic Collection) afin de laisser aux lecteurs le choix de la version qu'ils préfèrent.
En effet, d’après un article paru dans l’hebdomadaire britannique The Observer le 25 février 2023 et rapporté par le journal en ligne ActuaLitté le 2 mars suivant, cette décision de modifier les textes de Roald Dahl a suscité de vives réactions outre Manche : entre autres personnalités, Salman Rushdie parle d’une « censure idiote », quand la reine consort Camilla et jusqu’au Premier ministre Rishi Sunak, par la voix de son porte-parole, invoquent la liberté d’expression. Pire, il ressort d’un enregistrement d’une conversation effectué avec l’accord des deux locuteurs que Roald Dahl lui-même avait fait part au peintre britannique Francis Bacon, en 1982, de son opposition résolue à la réécriture ultérieure de ses textes, lors d’une discussion animée.
Il apparaît que l’auteur avait déjà accepté, en revanche, d’apporter lui-même une modification à l’un de ses textes, les « pygmées noirs » de l’édition initiale de Charlie et la chocolaterie (1964) devenant à la fin des années 1960 de « petites créatures fantastiques ».
En France, l’éditeur de Roald Dahl, Gallimard, a indiqué le 21 février 2023 qu’il comptait laisser intacts les textes des livres jeunesse de cet auteur britannique, malgré la réécriture de leur version anglaise « à l’initiative des ayants droit ».

## Œuvre

### Romans pour adultes
- Sometime Never: A Fable for Supermen (1948)
- My Uncle Oswald (1979) Publié en français sous le titre Mon oncle Oswald, traduit par Alain Delahaye, Paris, Gallimard, coll. « Du monde entier », 1981 ; réédition, Paris, Gallimard, coll. « Folio » no 1745, 1986  (ISBN 2-07-037745-8)

### Romans de littérature d'enfance et de jeunesse
La plupart de ces textes sont illustrés par Quentin Blake, illustrateur de livres pour enfants.
- The Gremlins (en) (1943)
- James and the Giant Peach (1961) Publié en français sous le titre James et la Grosse Pêche, traduit par Maxime Orange, Paris, Gallimard, coll. « La Bibliothèque blanche », 1966 (BNF 32973104) ; réédition, Paris, Gallimard, coll. « Folio junior » no 38, 1978 (BNF 34601120) ; réédition, Paris, Gallimard jeunesse, coll. « Folio junior » no 517, 2017  (ISBN 978-2-07-060161-5)
- Charlie and the Chocolate Factory (1964) Publié en français sous le titre Charlie et la Chocolaterie, traduit par Élisabeth Gaspar, Paris, Gallimard, coll. « La Bibliothèque blanche », 1967 (BNF 32973103) ; réédition, Paris, Gallimard, coll. « Folio junior » no 49, 1978 (BNF 34601118) ; réédition, Paris, Gallimard jeunesse, coll. « Folio junior » no 1666, 2013  (ISBN 978-2-07-065549-6)
- The Magic Finger (en) (1966) Publié en français sous le titre Le Doigt magique, traduit par Marie-Raymond Farré, Paris, Gallimard, coll. « Enfatimages », 1979 (BNF 34620428) ; réédition, Paris, Gallimard, coll. « Folio cadet » no 40, 1983  (ISBN 2-07-031040-X) ; réédition dans une traduction révisée par Raymond Farré, Paris, Gallimard, coll. « Folio cadet » no 185, 2002  (ISBN 2-07-053723-4) ; réédition, Paris, Gallimard, coll. « Folio cadet » no 185, 2016  (ISBN 978-2-07-060154-7)
- Fantastic Mr Fox (1970) Publié en français sous le titre Fantastique Maître Renard, traduit par Marie-Raymond Farré, Paris, Gallimard, coll. « Folio junior » no 5, 1977 (BNF 34711928) ; réédition, Paris, Gallimard, coll. « Folio cadet » no 27, 1983  (ISBN 2-07-031027-2) ; réédition, Paris, Gallimard, coll. « Folio cadet. Premier romans » no 1, 2018  (ISBN 978-2-07-509710-9)
- Charlie and the Great Glass Elevator (1972) Publié en français sous le titre Charlie et le Grand Ascenseur de verre, traduit par Marie-Raymond Farré, Paris, Gallimard, coll. « Folio junior » no 49, 1978 (BNF 34601118) ; réédition, Paris, Gallimard, coll. « Folio junior » no 446, 1987  (ISBN 2-07-033446-5) ; réédition, Paris, Gallimard jeunesse, coll. « Folio junior » no 1667, 2013  (ISBN 978-2-07-065552-6)
- Danny, the Champion of the World (1975) Publié en français sous le titre Danny, champion du monde, traduit par Jean-Marie Léger, Paris, Stock, coll. « Bel oranger », 1978  (ISBN 2-234-00920-0) ; réédition, Paris, Le livre de poche coll. « jeunesse » no 53, 1981  (ISBN 2-253-02762-6)
- The Enormous Crocodile (1978) Publié en français sous le titre L’Énorme Crocodile, traduit par Odile George et Patrick Jusserand, Paris, Gallimard, 1978  (ISBN 2-07-056022-8) ; réédition, Paris, Gallimard, coll. « Folio benjamin » no 15, 1980  (ISBN 2-07-039015-2)
- The Twits (1980) Publié en français sous le titre Les Deux Gredins, traduit par Marie-Raymond Farré, Paris, Gallimard, coll. « Folio junior » no 141, 1980  (ISBN 2-07-033141-5) ; réédition, Paris, Gallimard, coll. « Folio junior » no 141, 2016  (ISBN 978-2-07-060163-9)
- George's Marvellous Medicine (1981) Publié en français sous le titre La Potion magique de Georges Bouillon, traduit par Marie-Raymond Farré, Paris, Gallimard, coll. « Folio junior » no 215, 1982  (ISBN 2-07-033215-2) ; réédition, Paris, Gallimard, coll. « Folio junior » no 463, 2017  (ISBN 978-2-07-060160-8)
- The Mildenhall Treasure (en) (1981) Publié en français sous le titre Le Trésor de Mildenhall, traduit par Henri Robillot, Paris, Gallimard jeunesse, 2000  (ISBN 2-07-054325-0)
- The BFG (1982) Publié en français sous le titre Le Bon Gros Géant, traduit par Camille Fabien, Paris, Gallimard, coll. « 1000 soleils », 1984  (ISBN 2-07-050179-5) ; réédition, Paris, Gallimard, coll. « Folio junior » no 300, 1985  (ISBN 2-07-033300-0) ; réédition sous le titre Le BGG : le bon gros géant, Paris, Gallimard, coll. « Folio junior » no 602, 2016  (ISBN 978-2-07-060348-0)
- The Witches (1983) Publié en français sous le titre Sacrées Sorcières, traduit par Marie-Raymond Farré, Paris, Gallimard, coll. « 1000 soleils », 1984  (ISBN 2-07-050183-3) ; réédition, Paris, Gallimard, coll. « Folio junior » no 343, 1986  (ISBN 2-07-033343-4) ; réédition, Paris, Gallimard, coll. « Folio junior » no 613, 2016  (ISBN 978-2-07-060159-2)
- The Giraffe and the Pelly and Me (en) (1985) Publié en français sous le titre La Girafe, le pélican et moi, traduit par Marie-Raymond Farré, Paris, Gallimard, 1985  (ISBN 2-07-056249-2) ; réédition, Paris, Gallimard, coll. « Folio cadet » no 278, 1993  (ISBN 2-07-057974-3); réédition, Paris, Gallimard, coll. « Folio cadet. Premier romans » no 12, 2018  (ISBN 978-2-07-510103-5)
- Matilda (1988) Publié en français sous le titre Matilda, traduit par Henri Robillot, Paris, Gallimard, coll. « 1000 soleils », 1988  (ISBN 2-07-050195-7) ; réédition, Paris, Gallimard, coll. « Folio junior » no 555, 1990  (ISBN 2-07-033555-0) ; réédition, Paris, Gallimard, coll. « Folio junior » no 1668, 2013  (ISBN 978-2-07-065548-9)
- Esio Trot (1990) Publié en français sous le titre Un amour de tortue, traduit par Henri Robillot, Paris, Gallimard, coll. « Folio cadet bleu » no 232, 1990  (ISBN 2-07-031232-1) ; réédition, Paris, Gallimard, coll. « Folio cadet. Premiers romans » no 232, 2014  (ISBN 978-2-07-066057-5) ; réédition, Paris, Gallimard, coll. « Folio cadet. Premier romans » no 6, 2018  (ISBN 978-2-07-509711-6)
- The Vicar of Nibbleswicke (en)(1991) Publié en français sous le titre Le Rétrovicaire de Nibbleswicke, adapté par Yves-Marie Maquet, Paris, Gallimard, 1992  (ISBN 2-07-056743-5)
- The Minpins (1991) Publié en français sous le titre Les Minuscules, traduit par , traduit par Marie-Raymond Farré, Paris, Gallimard, 1991  (ISBN 2-07-056632-3) ; réédition, Paris, Gallimard jeunesse, coll. « Folio cadet » no 289, 2002  (ISBN 2-07-053878-8); réédition, Paris, Gallimard, coll. « Folio cadet. Premier romans » no 30, 2018  (ISBN 978-2-07-509817-5)

### Recueils de nouvelles

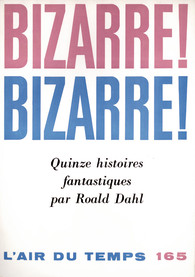
Couverture Bizarre ! Bizarre ! – 1962

- Over to You: Ten Stories of Flyers and Flying (1946) Publié en français sous le titre À tire-d'aile, traduit par Jean Malignon, Paris, Julliard, 1976  (ISBN 2-260-00050-9) ; réédition, Paris, Julliard, 1994  (ISBN 2-260-00012-6) ; réédition, Paris, 10/18, coll. « Domaine étranger » no 3549, 2003  (ISBN 2-264-03434-3)
- Someone Like You (1953)

- Kiss Kiss (1960) Publié en français sous le titre Kiss Kiss, traduit par Élisabeth Gaspar, Paris, Gallimard, coll. « L'Air du temps », 1962 (BNF 32973105) ; réédition, Paris, Gallimard, coll. « Folio » no 1029, 1978  (ISBN 2-07-037029-1)
- Twenty-Nine Kisses from Roald Dahl (en)(1969)
- Switch Bitch (1974) - Grand prix de l’Humour noir 1976 Publié en français sous le titre La Grande Entourloupe, traduit par Maurice Rambaud, Paris, Gallimard, coll. « Du monde entier », 1976  (ISBN 2-07-029479-X) ; réédition, Paris, Gallimard, coll. « Folio » no 1520, 1983  (ISBN 2-07-037520-X)
- The Wonderful Story of Henry Sugar and Six More (en) (1977) Publié en français en deux volumes sous les titres L'Enfant qui parlait aux animaux, traduit par Marie-Raymond Farré, Paris, Gallimard, coll. « Folio junior » no 145, 1981  (ISBN 2-07-033145-8) et Le Cygne,  (suivi de) La Merveilleuse histoire de Henry Sugar, Paris, Gallimard, coll. « Folio junior » no 361, 1986  (ISBN 2-07-033361-2)
- The Best of Roald Dahl (1978)
- Tales of the Unexpected (1979)
- More Tales of the Unexpected (1980) - Prix Edgar de la meilleure nouvelle 1980 Publié en français de façon partielle sous le titre L’Homme au parapluie et autres nouvelles, traduit par Alain Delahaye, Paris, Gallimard, coll. « Du monde entier », 1985  (ISBN 2-07-029765-9)
- A Roald Dahl Selection: Nine Short Stories (1980)
- Two Fables (1986) Publié en français sous le titre La Princesse et le braconnier : deux contes, traduit par Henri Yvinec, Paris, Gallimard, 1988  (ISBN 2-07-071271-0) ; réédition, Paris, Gallimard, coll. « Folio bilingue » no 9, 1990  (ISBN 2-07-038316-4)
- Ah, Sweet Mystery of Life: The Country Stories of Roald Dahl (1989)
- The Roald Dahl Treasury (1997)
- Mieux vaut en rire, 12 histoires grinçantes, édité par Gallimard en édition limitée, rassemblant des histoires pour la plupart déjà parues dans Bizarre! Bizarre!, Kiss Kiss et L'Homme au parapluie et autres nouvelles : L'Homme du Sud, Gelée royale, Cou, À moi la vengeance S.A.R.L, La Logeuse, La Grande Grammatisatrice automatique, Le Maître d'hôtel, Tous les Chemins mènent au ciel, Le Connaisseur, Un Beau Dimanche, L'Homme au parapluie, Mme Bixby et le manteau du colonel.

### Nouvelles
- Man from the South (1948) Publié en français sous le titre L’homme du Sud, dans Les Œuvres libres/Fayard no 113 nouvelle série, 1955
- The Wish (1948) Publié en français sous le titre Jeu, dans Les Chefs-d’œuvre de l’épouvante, Planète « Anthologie Planète » (sd) ; réédition sous le titre Le Souhait in Tous des sorciers !, J'ai Lu Jeunesse, 2002
- Taste (1951) Publié en français sous le titre Un Fameux Dégustateur, dans Mystère magazine no 113, 1957 ; réédition sous le titre Le Connaisseur dans Tel est pris qui croyait prendre, Gallimard, 1962
- Dip in the Pool (1952) Publié en français sous le titre En plein jus, dans Alfred Hitchcock présente : Histoires à faire peur, Robert Laffont, 1965
- Edward the Conqueror (1953) Publié en français sous le titre Edward le Conquérant, dans Kiss Kiss, Gallimard, 1962 ; réédition dans Alfred Hitchcock présente : Histoires épouvantables, Presses Pocket no 1724, 1980
- Lamb to the Slaughter (1953) Publié en français sous le titre Coup de gigot, dans Mystère magazine no 88, 1955
- The Way Up to Heaven (1954) Publié en français sous le titre Le Chemin du ciel, dans Mystère magazine no 112, 1957
- A Connoisseur’s Revenge / Nunc Dimittis / The Devious Bachelor (1955) Publié en français sous le titre Une Vengeance artistique / Nunc Dimittis et le serpent, dans Mystère magazine no 87, 1955 ; réédition dans Les Œuvres libres/Fayard no 129 nouvelle série, 1957
- Parson’s Pleasure (1958)Publié en français sous le titre Un Beau Dimanche, À vue d’œil, 2000
- Royal Jelly (1959) Publié en français sous le titre Gelée royale dans Alfred Hitchcock présente : Histoires à lire toutes portes closes, Presses Pocket no 1815, 1980
- My Lady Love, My Dove (1958) Publié en français sous le titre Mon Amour, mon petit pigeon, dans Les Œuvres libres/Fayard no 113 nouvelle série, 1955
- Spotty Powder (1998) Publié en français sous le titre La Poudre à boutons, dans Nuit blanche, Hachette-Livre, 1999

### Recueils de nouvelles pour la jeunesse
- L’Enfant qui parlait aux animaux (The Boy Who Talked with Animals), Paris, Gallimard jeunesse, 1981
- Revolting Rhymes (en) (1982), recueil de contes détournés écrits en vers Publié en français sous le titre Un Conte peut en cacher un autre, Paris, Gallimard jeunesse, 1982
- Dirty Beasts (1983) Publié en français sous le titre Sales Bêtes !, Paris, Gallimard jeunesse, coll. « Folio cadet » no 14, 1984
- Le Cygne (The Swan) suivi de La Merveilleuse histoire de Henry Sugar (The Wonderful Story of Henry Sugar), Paris, Gallimard jeunesse, coll. « Folio Junior/Piranha » no 361, 1986
- The Great Automatic Grammatizator (1991) Publié en français sous le titre Mieux vaut en rire : douze histoires grinçantes, Paris, Gallimard jeunesse, coll. « Hors série littérature », 1999 ; (contient : Le Connaisseur, Cou, Un homme du Sud et La Grande Grammatisatrice automatique déjà publiées dans Bizarre ! Bizarre !, ainsi que Madame Bixby et le manteau du colonel, Un beau dimanche, Tous les chemins mènent au ciel, Gelée royale et La Logeuse déjà publiées dans Kiss Kiss et enfin Le Maître d'hôtel, L'Homme au parapluie et À moi la vengeance S.A.R.L déjà publiées dans L'Homme au parapluie)
- Skin and Other Stories (1991) Publié en français sous le titre Mauvaises intentions : neuf histoires à faire frémir, Paris, Gallimard jeunesse, coll. « Hors série littérature », 2000 ; (contient : Coup de gigot, Foxley le Galopant, Peau, Jeu, La Machine à capter les sons, Plouf ! et Ma Blanche colombe déjà publiées dans Bizarre ! Bizarre !, ainsi que Le Chirurgien, Le Champion du monde déjà publiée dans Kiss Kiss)
- Lamb to the Slaughter (1962), réécriture de la nouvelle de 1953 Publié en français sous le titre Coup de gigot et autres histoires à faire peur, Paris, Gallimard jeunesse, coll. « Folio junior » no 1181, 2003 ; (contient quatre histoires : Coup de gigot déjà publiée dans Bizarre ! Bizarre !, ainsi que Tous les chemins mènent au ciel, La Logeuse et William et Mary déjà publiées dans Kiss Kiss)
- Coup de chance et autres nouvelles, Paris, Gallimard, coll. « Scripto », 2009 ; (contient quatre nouvelles : Le Cygne, La Merveilleuse histoire de Henry Sugar déjà publiées dans Le Cygne, Paris, Gallimard, coll. « Folio Junior » no 361, 1986  (ISBN 2-07-033361-2), ainsi que Coup de chance et C'est du gâteau)
- Tel est pris qui croyait prendre, Paris, Gallimard jeunesse, coll. « Folio junior », 2010 ; (contient quatre nouvelles : Le Connaisseur déjà publiée dans Bizarre ! Bizarre !, ainsi que Madame Bixby et le manteau du colonel, Le Champion du monde et Un Beau Dimanche déjà publiées dans Kiss Kiss)

### Direction d'anthologie
- Roald Dahl’s Book of Ghost Stories (1983) Publié en français sous le titre Histoires de fantômes, Paris, Hachette-Jeunesse, coll. « Le Livre de Poche Jeunesse / Senior » no 209, 1985

### Autobiographies
- Boy : Tales of Childhood (1984), récit autobiographique de son enfance jusqu'à ses années au collège Publié en français sous le titre Moi, Boy : souvenirs d’enfance, Paris, Gallimard jeunesse, coll. « 1000 soleils », 1985
- Going Solo (1986), suite de son autobiographie, dans laquelle il évoque les paysages d'Afrique qu'il a survolés alors qu'il était pilote à la Royal Air Force Publié en français sous le titre Escadrille 80, Paris, Gallimard jeunesse, coll. « 1000 soleils », 1986

### Autres publications
- The Dahl Diary (1992) Publié en français sous le titre Le Livre de l’année, Paris, Gallimard jeunesse, coll. « Lecture Junior » no 14, 1992
- Roald Dahl’s Revolting Recipes (1994) Publié en français sous le titre Les Irrésistibles Recettes de Roald Dahl, recettes compilées par Josie Fison et Felicity Dahl, Paris, Gallimard jeunesse, 1995
- The Roald Dahl Treasury (1997) Publié en français sous le titre Le Grand Livre de Roald Dahl, Paris, Gallimard jeunesse, coll. « Hors série Littérature », 1998
- Even More Revolting Recipes (2001) Publié en français sous le titre Les Nouvelles Recettes irrésistibles, recettes de Lori-Ann Newman, Paris, Gallimard jeunesse, 2002

### Recueils de nouvelles en version originale
- Someone Like You and Other Short Stories, Paris, LGF, coll. « Le Livre de poche. Série Lire en anglais » no 8605, 1988
- The Hitch-Hiker and Other Short Stories / L’Auto-stoppeur et autres nouvelles, Paris, LGF, coll. « Le Livre de poche. Série Lire en anglais » no 8610, 1989
- M.. Botibol and Other Stories, Paris, LGF, coll. « Le Livre de poche. Série Lire en anglais » no 8665, 1992
- The Princess and the Poacher / La Princesse et le braconnier, Paris, Gallimard, coll. « Folio bilingue » no 9, 1990

### Pièces de théâtre
Il s'agit d'adaptations pour le théâtre de romans de Roald Dahl.
- Charlie et la chocolaterie (1976). Adapt. et proposition de mise en scène Richard R. George ; introd. Roald Dahl ; traduit par Jean Esch, Paris, Gallimard jeunesse, coll. « Folio junior » no 1235 / Théâtre no 14, septembre 2002
- James et la grosse pêche (1982). Adapt. et proposition de mise en scène Richard R. George ; introd. Roald Dahl ; traduit par Jean Esch, Paris, Gallimard jeunesse, coll. « Folio junior » no 1272 / Théâtre no 16, mars 2003
- Charlie et le grand ascenseur de verre (1984). Adapt. et proposition de mise en scène Richard R. George ; introd. Roald Dahl ; traduit par Jean Esch, Paris, Gallimard jeunesse, coll. « Folio junior » no 1426 / Théâtre no 23, octobre 2006
- Sacrées Sorcières (The Witches, 2001). Adaptation de David Wood ; traduit par Marie Saint-Dizier, Paris, Gallimard jeunesse, coll. « Folio junior » no 1452 / Théâtre no 25, septembre 2007

## Distinctions
Quelques-unes de ses récompenses :
- 1954 : prix Edgar-Allan-Poe de la meilleure nouvelle pour Bizarre ! Bizarre ! (Someone Like You)
- 1960 : prix Edgar-Allan-Poe de la meilleure nouvelle pour Landlady
- 1976 : grand prix de l’humour noir pour La Grande Entourloupe (Switch Bitch, 1974)
- 1983 : prix World Fantasy Grand Maître pour Fantastique Maître Renard
- 1983 : Whitbread du meilleur roman jeunesse pour The Witches[3] (Sacrées Sorcières).

## Filmographie

### Cinéma

#### Films tirés des œuvres de Roald Dahl
- 1965 : 36 heures avant le débarquement (36 Hours), film américain réalisé par George Seaton, d'après la nouvelle Beware of the Dog
- 1971 : Charlie et la chocolaterie (Willy Wonka and the Chocolate Factory), film américain réalisé par Mel Stuart
- 1989 : Le BGG (The BFG), film d'animation britannique réalisé par Brian Cosgrove
- 1990 : Les Sorcières (The Witches), film britannique réalisé par Nicolas Roeg
- 1996 : Matilda, film américain réalisé par Danny DeVito
- 1997 : James et la Pêche géante (James and the Giant Peach), film d'animation américain réalisé par Henry Selick
- 2005 : Charlie et la chocolaterie (Charlie and the Chocolate Factory), film américain réalisé par Tim Burton
- 2009 : Fantastic Mr. Fox, film d'animation américain réalisé par Wes Anderson
- 2016 : Le Bon Gros Géant (The BFG), film américain réalisé par Steven Spielberg
- 2016 : Un conte peut en cacher un autre, film britannique d'animation réalisé par Jakob Schuh et Jan Lachauer[20]
- 2017 : Tom et Jerry au pays de Charlie et la chocolaterie (Tom and Jerry: Willy Wonka and the Chocolate Factory), film d'animation américain de Spike Brandt
- 2020 : Sacrées Sorcières (The Witches), film américain de Robert Zemeckis
- 2022 : Matilda (Roald Dahl's Matilda the Musical), film américano-britannique de Matthew Warchus
- 2023 : La Merveilleuse Histoire de Henry Sugar (The Wonderful Story of Henry Sugar), Le Cygne (The Swan), Le Preneur de rats (Ratcatcher) et Venin (Poison), quatre courts métrages américains de Wes Anderson
- 2023 : Wonka de Paul King, film américano-britannique préquelle du roman Charlie et la chocolaterie

#### Film inspiré d'une œuvre de Roald Dahl
- 2024 : Conte nuptial, film français de Claire Bonnefoy, inspiré de La grande entourloupe mais proposant un déroulé et une fin différents[21]

#### Films tirés des scénarios de Roald Dahl
- 1968 : Chitty Chitty Bang Bang, film musical britannique réalisé par Ken Hughes, scénario de Roald Dahl d’après un conte de Ian Fleming
- 1968 : On ne vit que deux fois (You Only Live Twice), film britannique réalisé par Lewis Gilbert, scénario de Roald Dahl d’après le roman de Ian Fleming
- 1971 : The Night Digger, film américain réalisé par Alastair Reid, scénario de Roald Dahl d'après le roman de Joy Cowley

### Télévision

#### Téléfilms
- 1989 : Danny, le champion du monde (Danny the Champion of the World), téléfilm américain réalisé par Gavin Millar, scénario de John Goldsmith
- 1989 : Breaking Point, téléfilm américain réalisé par Peter Markle, d'après la nouvelle Beware of the Dog
- 2015 : Un amour de tortue (Roald Dahl's Esio Trot), téléfilm britannique de Dearbhla Walsh

#### Épisodes de la sérieAlfred Hitchcock présente
- 1958 : Lamb to the Slaughter (L’inspecteur se met à table, série Alfred Hitchcock présente no 106 ; épisode 28 de la 3e saison)
- 1958 : A Dip in the Pool (inédit en France, série Alfred Hitchcock présente no 111 ; épisode 35 de la 3e saison)
- 1958 : Poison (Poison, série Alfred Hitchcock présente no 116 ; épisode 1 de la 4e saison)
- 1960 : Man From the South (L’Homme du Sud, série Alfred Hitchcock présente no 166 ; épisode 15 de la 5e saison)
- 1960 : Mrs. Bixby and the Colonel's Coat (Le Manteau, série Alfred Hitchcock présente no 190 ; épisode 1 de la 6e saison)
- 1961 : The Landlady (inédit en France, série Alfred Hitchcock présente no 208 ; épisode 19 de la 6e saison)

#### Épisodes de la sérieBizarre, bizarre
- 1979 : Pour un doigt (Man From the South), série Bizarre, Bizarre (Tales of the Unexpected) – saison 1, no 1)
- 1979 : Chez ma tante (Mrs Bixby and the Colonel's Coat), série Bizarre, Bizarre (Tales of the Unexpected) – saison 1, no 2)
- 1979 : William and Mary, série Bizarre, Bizarre (Tales of the Unexpected) – saison 1 , no 3)
- 1979 : Un Os dans le gigot (Lamb to the Slaughter), série Bizarre, Bizarre (Tales of the Unexpected) – saison 1, no 4)
- 1979 : L'Homme de paille (The Landlady), série Bizarre, Bizarre (Tales of the Unexpected) – saison 1, no 5)
- 1979 : Tel est pris (Neck), série Bizarre, Bizarre (Tales of the Unexpected) – saison 1, no 6)

#### Épisode de la sérieAlfred Hitchcock présente (II)
- 1985 : Pilot (section 2 : Man From the South (L’Homme du Sud, série Alfred Hitchcock présente (Alfred Hitchcock Presents) – épisode 0 de la 1re saison)